# Karin Kneissl
Karin Kneissl (Viena, 18 de enero de 1965) es una diplomática y periodista austríaca, que se desempeñó como ministra de asuntos exteriores de su país desde diciembre de 2017 hasta junio de 2019.

## Carrera
Nacida en Viena, pasó parte de su infancia en Amán (Jordania), donde su padre trabajó como piloto para el Rey Huséin I de Jordania. En su juventud y días de estudiante, participó activamente en Amnistía Internacional y apoyó a las organizaciones de derechos humanos y medioambientales.
En 1990 se unió al Ministerio de Asuntos Exteriores de Austria. De 1990 a 1998 trabajó en el gabinete del ministro Alois Mock, en la Oficina de Derecho Internacional, y trabajó en las misiones diplomáticas austríacas en París y Madrid.
Dejó el servicio exterior en 1998 y desde entonces ha vivido en Seibersdorf, cerca de Viena, donde entre 2005 y 2010 fue concejala local independiente en la lista del Partido Popular Austríaco (ÖVP). También trabajó como periodista independiente para medios impresos en alemán e inglés. Realizó análisis políticos en ORF, y escribió varios libros especializados.
Como experta en derecho internacional, historia del Medio Oriente y mercado energético, enseña en la Academia Diplomática de Viena, la European Business School en Rheingau y es conferenciante invitada en la Academia de Defensa Nacional, la Academia Militar en Wiener Neustadt y en universidades en el Líbano, entre ellas la Universidad francófona Saint-Joseph en Beirut. Durante diez años, trabajó en el Departamento de Ciencias Políticas de la Universidad de Viena. También escribe como corresponsal independiente para los diarios Die Presse y Neue Zürcher Zeitung.
Fue nominada por el Partido de la Libertad de Austria (FPÖ) como miembro extrapartidario para ocupar el puesto de ministra de asuntos exteriores en el gobierno de Sebastian Kurz. Kneissl fue la tercera mujer en el cargo.
Tras este período trabajó para la televisión rusa oficialista RT y entró en el consejo de administración de la petrolera rusa Rosneft, manteniendo su cargo pese a la invasión rusa de Ucrania en marzo de 2022 y las sanciones a la empresa.
Adicional a su alemán nativo, trabaja en árabe, inglés, francés y español; y habla hebreo, húngaro e italiano.

## Vida personal
En agosto de 2018, se casó con el empresario Wolfgang Meilinger, en una ceremonia en la pequeña ciudad de Gamlitz, cerca de la frontera con Eslovenia. El presidente de Rusia, Vladímir Putin, asistió a su boda.

## Publicaciones
- Der Grenzbegriff der Konfliktparteien im Nahen Osten. Dissertation, Universität Wien, 1991.
- Hizbollah: Libanesische Widerstandsbewegung, islamische Terrorgruppe oder bloss eine politische Partei? Eine Untersuchung der schiitischen Massenbewegung Hizbollah im libanesischen und regionalen Kontext. Landesverteidigungsakademie, Wien 2002, ISBN 3-901328-69-6.
- Der Energiepoker: Wie Erdöl und Erdgas die Weltwirtschaft beeinflussen. FinanzBuch, München 2006, ISBN 3-89879-187-4; 2., überarbeitete Auflage 2008, ISBN 978-3-89879-448-0.
- Die Gewaltspirale: Warum Orient und Okzident nicht miteinander können. Ecowin, Salzburg 2007, ISBN 978-3-902404-39-8.
- Testosteron Macht Politik. Braumüller, Wien 2012, ISBN 978-3-99100-068-6.
- Die zersplitterte Welt: Was von der Globalisierung bleibt. Braumüller, Wien 2013, ISBN 978-3-99100-086-0.
- Mein Naher Osten. Braumüller, Wien 2014, ISBN 978-3-99100-112-6.
- Prinz Eugen: Vom Außenseiter zum Genie Europas. Belvedere, Wien 2014, ISBN 978-3-902805-58-4.
- Wachablöse: Auf dem Weg in eine chinesische Weltordnung. Frank & Frei, 1. September 2017, ISBN 978-3950434842